# طيران بسرعة عالية

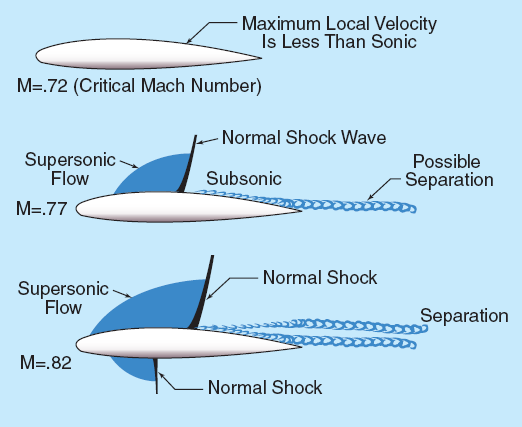
انماط لدفق فوق صوتي على مقطع طائرة ويظهر تشكيل الموجات الصدمة على رقم الماخ بالطيران بسرعة عالية

الطيران بسرعة عالية يلغي فرضية الهواء غير قابل للانضغاط لديناميكية الهواء بالسرعات المنخفضة. في حالة الديناميكية الهواء تحت الصوتية تعتمد نظرية الرفع على القوى الناشئة من الجسم والغاز المتحرك (الهواء) الذي يغلفها. بالسرعة الجوية التي تكون تحت 260 عقدة يكون الهواء غير مضغوط وإذا حدد الارتفاع بالكاد تكون الكثافة ثابتة بينما يتغير الضغط حسب الظروف، بالمناسبة فإن الهواء يتصرف تماما كالماء حيث أنه يصنف كمائع.
نظرية ديناميكية الهواء تحت الصوتية لا تنظر بأهمية تأثير اللزوجة، وتصنف الهواء كمائع مثالي مؤكدة على الأسس لديناميكية الهوائية للموائع المثالية مثل: الاستمرارية ومبدأ بيرنولي والجريان. بالواقع فإن الهواء قابل للانضغاط ولزج وتأثير تلك الخاصتين ليست لهما أهمية بالسرعات المنخفضة، ولكن تلك التأثيرات تزداد أهميتها كلما ازدادت السرعة الجوية. الانضغاطية وإلى درجة أقل اللزوجة لهما أهمية تتزايد كلما اقتربت سرعة الطائرة من سرعة الصوت. فعندما تقترب من تلك النقطة فإن الانضغاطية تسبب بتغيير كثافة الهواء المحيط بالطائرة.
تنتج الأجنحة قوة الرفع خلال الطيران وذلك بتسريع تيار الهواء المار فوق السطح العلوي للجناح. فتسارع الهواء هذا بإمكانه الوصول للسرعة الفوق صوتية على الرغم من الطائرة نفسها أو اجزاء منها لايزال بالسرعة التحت صوتية (أقل من واحد ماخ). وفي زاوية المواجهة الشديدة عند بعض الطائرات، فإن سرعة الهواء الذي يمر فوق سطح الجناح قد يكون ضعف سرعة الطائرة. لذلك من الممكن اجمالا بأن تكون سرعة تيار الهواء فوق الصوت وتحت الصوت كليهما على الطائرة بنفس الوقت.